# Tênis de mesa nos Jogos Pan-Americanos de 2023 - Qualificação
Abaixo está o sistema de qualificação e os comitês olímpicos nacionais qualificados ao Tênis de mesa nos Jogos Pan-Americanos de 2023, programado para ser realizado em Santiago, no Chile, de 29 de outubro a 5 de novembro de 2023.

## Sistema de qualificação
Um total de 88 atletas poderão se qualificar para competirem (44 homens e 44 mulheres). Cada CON pode inscrever no máximo 6 atletas (três por gênero). Em cada gênero, haverá um total de 12 equipes qualificadas, com uma equipe por evento reservada para o país-anfritião, Chile. Seis vagas por gênero serão alocadas para eventos individuais para atletas que obtiveram os melhores resultados no torneio de classificação para eventos individuais dos Jogos Pan-Americanos.
As duas melhores equipes (no masculino e no feminino) no Campeonato Pan-Americano de 2022, as duas melhores equipes (não qualificadas previamente) do Caribe, da América Central, da América do Sul e a melhor equipe da América do Norte, além das duas melhores equipes do evento de classificação especial irão se qualificar para Santiago 2023.
As últimas seis vagas serão distribuídas para atletas individuais, com o máximo de dois por CON.

## Linha do tempo
| Evento                                       | Data                           | Local      |
| -------------------------------------------- | ------------------------------ | ---------- |
| Jogos Pan-Americanos Júnior de 2021          | 30 de novembro – 5 de dezembro | Cali       |
| Jogos Sul-Americanos de 2022                 | 9–14 de outubro                | Assunção   |
| Campeonato Pan-Americano                     | 31 de outubro – 6 de novembro  | Santiago   |
| Campeonato do Caribe de 2023                 | 20–25 de março                 | Georgetown |
| Campeonato Centro-Americano de 2023          | 17–22 de abril                 | Cancún     |
| Campeonato Norte-Americano de 2023           | 2–4 de junho                   | Toronto    |
| Campeonato Sul-Americano de 2023             | 5–11 de junho                  | Lima       |
| Evento de Qualificação Especial - Equipes    | 15–18 de junho                 | Lima       |
| Evento de Qualificação Especial - Individual | 15–18 de junho                 | Lima       |

## Sumário de classificação
| CON                                 | Masculino  | Masculino | Feminino   | Feminino | Total |
| CON                                 | Individual | Equipe    | Individual | Equipe   | Total |
| ----------------------------------- | ---------- | --------- | ---------- | -------- | ----- |
| ARG Argentina                       | 3          | X         | 2          | X        | 7     |
| BAR Barbados                        | 1          |           |            |          | 1     |
| BRA Brasil                          | 2          | X         | 2          | X        | 6     |
| CAN Canadá                          | 2          | X         | 2          | X        | 6     |
| CHI Chile                           | 2          | X         | 2          | X        | 6     |
| COL Colômbia                        | 2          |           | 2          | X        | 5     |
| CUB Cuba                            | 2          | X         | 3          | X        | 7     |
| ECU Equador                         | 2          | X         | 2          |          | 5     |
| EAI Equipe de Atletas Independentes | 2          | X         | 2          | X        | 6     |
| USA Estados Unidos                  | 2          | X         | 2          | X        | 6     |
| GUY Guiana                          | 1          |           |            |          | 1     |
| MEX México                          | 2          | X         | 2          | X        | 6     |
| PAR Paraguai                        | 2          | X         | 1          |          | 4     |
| PER Peru                            | 2          | X         | 2          |          | 5     |
| PUR Porto Rico                      | 2          | X         | 2          | X        | 6     |
| DOM República Dominicana            | 1          |           | 2          | X        | 4     |
| TTO Trinidad e Tobago               |            |           | 1          |          | 1     |
| VEN Venezuela                       | 1          |           | 2          | X        | 4     |
| Total: 18 CONs                      | 44         | 12        | 44         | 12       | 88    |

## Masculino
| Competição/Ranking                           | Atletas por CON | Total | Classificados |
| -------------------------------------------- | --------------- | ----- | --- |
| País-sede                                    | 3               | 3     | CHI Chile |
| Jogos Pan-Americanos Júnior de 2021          | 1               | 1     | Santiago Lorenzo (ARG) |
| Jogos Sul-Americanos de 2022                 | 3               | 3     | ARG Argentina |
| Campeonato Pan-Americano                     | 3               | 6     | BRA Brasil USA Estados Unidos                                                                                                |
| Campeonato Caribenho                         | 3               | 6     | CUB Cuba PUR Porto Rico |
| Campeonato Centro-Americano                  | 3               | 6     | MEX México EAI Equipe de Atletas Independentes                                                                               |
| Campeonato Norte-Americano                   | 3               | 3     | CAN Canadá |
| Campeonato Sul-Americano                     | 3               | 3     | PAR Paraguai |
| Evento de Qualificação Especial - Equipes    | 3               | 6     | ECU Equador PER Peru |
| Evento de Qualificação Especial - Individual | 1               | 6     | Wu Jiaji (DOM) Cesar Castillo Arocha (VEN) Tyrese Knight (BAR) Shemar Britton (GUY) Santiago Montes (COL) Julian Ramos (COL) |
| Universalidade                               | 1               | 1     | |
| TOTAL                                        |                 | 44    | |

## Feminino
| Competição/Ranking                           | Atletas por CON | Total | Classificados |
| -------------------------------------------- | --------------- | ----- | --- |
| País-sede                                    | 3               | 3     | CHI Chile |
| Jogos Pan-Americanos Júnior de 2021          | 1               | 1     | Daniela Carranza (CUB) |
| Jogos Sul-Americanos de 2022                 | 3               | 3     | ARG Argentina |
| Campeonato Pan-Americano                     | 3               | 6     | BRA Brasil USA Estados Unidos                                                                                                  |
| Campeonato Caribenho                         | 3               | 6     | CUB Cuba PUR Porto Rico |
| Campeonato Centro-Americano                  | 3               | 6     | MEX México EAI Equipe de Atletas Independentes                                                                                 |
| Campeonato Norte-Americano                   | 3               | 3     | CAN Canadá |
| Campeonato Sul-Americano                     | 3               | 3     | VEN Venezuela |
| Evento de Qualificação Especial - Equipes    | 3               | 6     | COL Colômbia DOM República Dominicana                                                                                          |
| Evento de Qualificação Especial - Individual | 1               | 6     | Maria Maldonado (PER) Rheann Chung (TTO) Angelica Arellano (ECU) Nathaly Paredes (ECU) Lucero Ovelar (PAR) Isabel Duffoo (PER) |
| Universalidade                               | 1               | 1     | |
| TOTAL                                        |                 | 44    | |